# Punct de topire
Punctul de topire al unui solid este temperatura la care își schimbă starea de agregare din solid în lichid. Când acest punct este considerat temperatura procesului invers, aceasta este menționat ca punct de solidificare. De exemplu, punctul de topire al mercurului este de 234.32 kelvini.
Spre deosebire de punctul de fierbere, punctul de topire este relativ indiferent la presiune, însă numai la variații nesemnificative ale acesteia.
Punct de topire al elementelor (°C) : 
Format:Tabelul periodic al elementelor (date)